# Charles Virolleaud
Jean Charles Gabriel Virolleaud (* 2. Juli 1879 in Barbezieux, Département Charente; † 17. Dezember 1968 in Paris) war ein französischer Orientalist, Archäologe, Religionswissenschaftler und Schriftsteller.
Charles Virolleaud beschäftigte sich unter anderem mit der wissenschaftlichen Auswertung der Funde von Ras Shamra sowie der Religion der Schiiten. Er beteiligte sich an der Entzifferung der Keilschrift. 1941 wurde er in die Académie des Inscriptions et Belles-Lettres gewählt.